# تکامل (آلبوم سابرینا کارپنتر)
تکامل (انگلیسی: Evolution؛ به سبک EVOLution نوشته می‌شود) دومین آلبوم استودیویی از خواننده آمریکایی، سابرینا کارپنتر است که در ۱۴ اکتبر ۲۰۱۶ توسط هالیوود رکوردز منتشر شد. کارپنتر ضبط این آلبوم را در سال ۲۰۱۵، بلافاصله پس از انتشار اولین پروژه‌اش به نام چشم‌ها کاملاً باز، آغاز کرد و این روند تا سال ۲۰۱۶ ادامه داشت. از نظر موسیقایی، تکامل یک آلبوم دنس پاپ است که تفاوت زیادی با سبک فولک پاپ و تین پاپ آلبوم قبلی‌اش دارد.
این آلبوم بازخوردهای مثبتی از منتقدان موسیقی دریافت کرد و از نظر تجاری در رتبه ۲۸ جدول بیلبورد ۲۰۰ ایالات متحده قرار گرفت. این آلبوم در هفته اول انتشار خود ۱۱٬۵۰۰ نسخه فروخت و در آن زمان بالاترین جایگاه را در جدول بیلبورد برای سابرینا کارپنتر به ارمغان آورد.